# Råjern
Råjern er et mellemprodukt, der indgår i fremstillingen af stål og støbejern. Råjern fremstilles ved at smelte jernmalm i en højovn. Råjern har et højt indhold af kulstof, typisk mellem 3,8-4,7% samt silikater og andre slagger, hvilket gør råjern meget sprødt og stort set uanvendeligt som et selvstændigt materiale.